# Stefan Petzner
Stefan Petzner (ur. 17 stycznia 1981 w Tamsweg) – austriacki polityk z Sojuszu na rzecz Przyszłości Austrii (BZÖ), po śmierci Jörga Haidera przez parę dni sprawował obowiązki przewodniczącego partii.

## Kariera
Petzner studiował dziennikarstwo na Uniwersytecie w Klagenfurcie, a tematem jego niedokończonej pracy dyplomowej była siła muzyki na przykładzie Udo Jürgensa. Na uniwersytecie był rzecznikiem studenckiej organizacji Ring Freiheitlicher Studenten. W 2004 Jörg Haider mianował go na rzecznika prasowego rządu federalnego Karyntii, a w czerwcu 2006 został wiceprzewodniczącym BZÖ.
W czerwcu 2006 wraz z Martinem Strutzem został mianowany na sekretarza generalnego BZÖ, był także szefem kampanii wyborczej do parlamentu w latach 2006 i 2008.
Po tragicznej śmierci Haidera w wypadku, 12 października 2008 Rada BZÖ jednogłośnie nominowała Petznera na szefa partii. Objęcie tego stanowiska pozwoliło mu być przeciwko sojuszowi z Austriacką Partią Wolnościową. Pierwszym z celów, jakie zapowiedział, było niedopuszczenie do powstania czerwono-czarnej koalicji w nowej kadencji parlamentu. Petzner początkowo był jedynym kandydatem na stanowisko szefa klubu w parlamencie. Po udzieleniu wywiadu, w którym ujawnił swój romans z Jörgiem Haiderem, mówiąc, że był „mężczyzną mojego życia”, doprowadził do kryzysu w partii. 22 października 2008 Petzner został zastąpiony na stanowisku przewodniczącego partii przez jednogłośnie wybranego Josefa Buchera. Po głosowaniu wyjaśnił, że to on zaproponował kandydaturę Buchera. Petzner na tym samym spotkaniu został wybrany na jednego z pięciu wiceprzewodniczących partii.